# Коэффициент закрепления операций
Коэффициент закрепления операций (коэффициент серийности) показывает отношение числа всех технологических операций, выполненных или подлежащих выполнению в цехе (на участке) в течение месяца, к числу рабочих мест. То есть характеризует число операций, приходящихся в среднем на одно рабочее место в месяц. Коэффициент закрепления операций комплексно характеризует условия производства, и его уменьшение отражает увеличение степени специализации рабочих мест, увеличение размеров партий выпускаемых изделий, сокращение затрат на подготовительно-заключительные работы, рост производственных навыков и производительности труда рабочих. Величина этого коэффициента является одним из важнейших параметров для определения типа производства. Другими словами, это степень специализации рабочих мест.
Формула для нахождения коэффициента: Кз.о. = Кд.о. / m
где Кд.о. — количество деталеопераций, выполняемых в данном производственном подразделении в месяц; m — количество наименований единиц технологического оборудования, выполняющих эти операции.
По уровню специализации все рабочие места можно подразделить на три группы.
1. Рабочие места, постоянно загруженные обработкой одной и той же детали на одной или нескольких единицах одинакового оборудования, выполняющих одну и ту же операцию (такие рабочие места характерны для массового производства). В этом случае коэффициент закрепления операций будет равен единице или меньше её.
2. Рабочие места, занятые выполнением закрепленных за ними нескольких операций над одинаковыми деталями или одной операции над деталями разного наименования в определенной последовательности (такие рабочие места характерны для серийного производства). В этом случае на единицу оборудования приходится значительное количество деталеопераций. Поскольку в серийном производстве перестройка оборудования с операции на операцию или с детали на деталь может происходить ежедневно, значение коэффициента закрепления операций повышается по сравнению с массовым до 40. При этом в зависимости от значения коэффициента различают крупно-, средне- и мелкосерийное производство. К крупносерийному относят производство, в котором коэффициент закрепления операций находится в пределах от 1 до 10, к среднесерийному — от 10 до 20 и к мелкосерийному — от 20 до 40.
3. Рабочие места, на которых выполняются различные операции над разнообразными деталями (такие рабочие места характерны для единичного производства). На каждой единице универсального оборудования выполняется большое число операций над одной деталью. Количество наименований деталей, обрабатываемых в течение смены, может достигать нескольких единиц. В результате коэффициент закрепления операций достигает большого значения. Принято считать, что для единичного производства Кз.о. > 40. Показатель типа производства — коэффициент закрепления операций — позволяет проанализировать тип производства не только отдельного цеха, но и каждого участка и даже рабочего места.
В соответствии с ГОСТ 3.1121-84 ЕСТД коэффициент закрепления операций составляет:
- для единичного производства — больше 40;
- для мелкосерийного производства — 20-40;
- для среднесерийного производства — 10-20;
- для крупносерийного производства — 1-10;
- для массового производства — не больше 1.